# Metla (Hvězdná brána)
Metla je 17. epizoda 9. řady sci-fi seriálu Hvězdná brána.

## Děj
Generál Hank Landry ruší misi SG-1 a místo toho jim nařídí, aby hlídali skupinu zahraničních diplomatů z IOA, organizace, která v současné době financuje program Stargate. SG-1 spolu se zástupci Richardem Woolseyem (USA), Šen Siao-i (Čína), Jeanem LaPierrem (Francie) a Russelem Chapmanem (Velká Británie), navštíví stanoviště Gamma, jedenu ze základen mimo Zemi, kde vědci zkoumají mimozemské brouky s názvem R-75. Předpokládá se, že brouci pocházejí od orijských Převorů jako nová forma ohrožení světů, kde byl Převorský mor vyléčen. Účelem brouků je pravděpodobně zničeni všech rostlin na planetě.
Dr. Myers udělá s brouky pokus a dá jím kousek masa. To způsobí, že se brouci začnou rychle množit. Jeden z brouků kousne Dr. Myerse a ten je ochromen. Plukovník Pearson se rozhodne odeslat Dr. Myerse na Zemi. V místnosti s hvězdnou bránou se začnou z úst Dr. Myerse rojit brouci a zamoří celu místnost. Místnost s hvězdnou bránou je evakuována.
SG-1, diplomaté a několik vojáků jsou posláni na povrch planety a snaží se uniknout před brouky. Brouci se podhrabávají pod zemí a SG-1 je nucena ustoupit až do jeskyně, kde se brouci nedokáží podhrabat, a tým je schopen bránit před brouky svými zbraněmi vchod do jeskyně.
Mezitím na Zemi je SGC informována o situaci. Jelikož je generál Landry přesvědčen o tom, že všichni lidé na stanovišti Gamma jsou mrtví, posílá Odyssey k planetě s pokyny, aby byly brouci zničeni z oběžné dráhy "podle protokolu CR-91."
Zpět na planetě Dr. Daniel Jackson a Šen Siao-i se přou o postavení Číny v programu Stargate, zatímco je jeden z vojáků zabit brouky. Podplukovník Cameron Mitchell a Teal'c se rozhodnou dostat zpět na základnu a získat stíhačku F-302. Zjistí však, že základna byla zničena autodestukcí. Ustoupí zpět do jeskyně a jejich jediná naděje je nyní loď Odyssey. Jediný problém je, že lokátory SG-1 nefungují v atmosféře planety a tak Odyssey bude velmi pravděpodobně pokračovat v nouzovým protokolu, podle kterého zamoří celou planetu jedem.
SG-1 se snaží dostat k výzkumné stanici, odkud by mohli vyslat signál k Odyssey, aby je vyzvedla. Když se k výzkumné stanici dostanou, musí odrazit útok brouků. Mitchell, Daniel a Teal'c odráží útoky brouků, zatímco podplukovník Samantha Carterová odesílá signál na Odyssey. Plán uspěje a SG-1 a diplomaté jsou transportováni na Odyssey.
Zpět na Zemi se Woolsey schází s generálem Landrym a SG-1. Woolsey jim prozrazuje, že bez ohledu na incident je IOA docela s programem spokojena. Landry informuje SG-1, že další dvě planety byly zasaženy brouky a že způsob, jak proti nim bojovat je předmětem výzkumu.